# Мельников, Жан Александрович
Жан Александрович Мельников (укр. Жан Олександрович Мельников; 27 июля 1936, Днепропетровск — 2 мая 2021, Днепр) — советский и украинский актёр театра и кино, режиссёр, педагог. Народный артист УССР (1977). Почётный гражданин города Днепропетровска. Член-корреспондент Национальной академии искусств Украины (2013).
Художественный руководитель в Днепропетровском академическом театре драмы и комедии (2001—2021).

## Биография
Родился 27 июля 1936 года в Днепропетровске.
Окончил Днепропетровское театральное училище (1958; руководители — В. Кальченко и И. Кобринский) и Киевский институт культуры (1978).
С 1954 года был актёром Днепропетровского русского драматического театра.
С 1978 года — актёр и режиссёр, с 2001 по 2021 годы — художественный руководитель Днепропетровского русского драматического театра.
Скончался на 85-м году жизни 2 мая 2021 года в Днепре. Похоронен на Запорожском кладбище города Днепра.

## Роли в театре
- «Лесная песня» Леси Украинки — Дядько Лев
- «Кин IV» Григория Горина — Георг
- «Вечер» Алексея Дударева — Василь
- «И дольше века длится день» Чингиза Айтматова — Едигей
- «Выбор» Юрия Бондарева — Васильев
- «Зыковы» Максима Горького — Михайло
- «Характеры» Василия Шукшина — Худяков
- «Иван и Мадонна» А. И. Кудрявцева — Иван
- «Вишнёвый сад» Антона Чехова — Гаев
- «Иосиф Швейк против Франца Иосифа» Ярослава Гашека — Швейк
- «Король Лир» Уильяма Шекспира

## Фильмография
- «Педагогическая поэма» (1955),
- «Весна на Заречной улице» (1956, нет в титрах),
- «Вдали от Родины» (1960, Курт),
- «Восемнадцатилетние» (1987, майор),

и в телефильмах:
- «Дед Мороз» (1993),
- «Преступление со многими неизвестными» (1993, отец Нестор).

## Награды и звания
- Орден «За заслуги» III степени (29 октября 1996 года) — за личные заслуги в развитии и популяризации театрального искусства, высокое исполнительское мастерство[2];
- Орден Дружбы (25 октября 2007 года, Россия) — за большой вклад в укрепление российско-украинских культурных связей[3];
- Народный артист Украинской ССР (1977);
- Заслуженный артист Украинской ССР;
- Почётный гражданин Днепропетровска (20 февраля 2002 года)[4].